# Parque Natural do Pico
O Parque Natural do Pico (PNIPIC) é uma estrutura de conservação da natureza que agrega as áreas protegidas situadas na ilha do Pico e no mar territorial a ela contíguo. Foi criado pelo Decreto Legislativo Regional n.º 20/2008/A, de 9 de Julho, e é um dos nove Parques Naturais de Ilha que integram a Rede de Áreas Protegidas dos Açores, o dispositivo territorial de proteção da natureza e da biodiversidade do arquipélago dos Açores.

## Zonas protegidas
O parque possui 22 zonas protegidas:

### Reserva Natural
- Reserva Natural da Montanha do Pico
- Reserva Natural do Caveiro
- Reserva Natural do Mistério da Prainha
- Reserva Natural das Furnas de Santo António

### Monumento Natural
- Monumento Natural Regional da Gruta das Torres

### Paisagem Protegida
- Paisagem Protegida de Interesse Regional da Cultura da Vinha da Ilha do Pico
  - Área de Paisagem Protegida da Cultura da Vinha - Ponta da Ilha
  - Área de Paisagem Protegida da Cultura da Vinha - Ponta do Mistério
  - Área de Paisagem Protegida da Cultura da Vinha - Zona Norte
  - Área de Paisagem Protegida da Cultura da Vinha - São Mateus/São Caetano
  - Área de Paisagem Protegida da Cultura da Vinha - Zona Oeste
- Área de Paisagem Protegida da Zona Central

### Área Protegida para a Gestão de Habitats ou Espécies
- Área Protegida para a Gestão de Habitats ou Espécies da Lagoa do Caiado
- Área Protegida para a Gestão de Habitats ou Espécies das Lajes do Pico
- Área Protegida para a Gestão de Habitats ou Espécies das Furnas de Santo António
- Área Protegida para a Gestão de Habitats ou Espécies da Silveira
- Área Protegida para a Gestão de Habitats ou Espécies do Mistério de São João
- Área Protegida para a Gestão de Habitats ou Espécies da Terra Alta
- Área Protegida para a Gestão de Habitats ou Espécies das Ribeiras
- Área Protegida para a Gestão de Habitats ou Espécies da Zona do Morro

### Área Protegida de Gestão de Recursos
- Área Protegida de Gestão de Recursos do Porto das Lajes
- Área Protegida de Gestão de Recursos da Ponta da Ilha
- Área Protegida de Gestão de Recursos do Cana Faial-Pico

### Outras zonas protegidas

#### Reservas Florestais
- Reserva Florestal dos Mistérios de São João
- Reserva Florestal Quinta das Rosas
- Reserva Florestal Parcial do Caveiro
- Reserva Florestal de Recreio de Santa Luzia
- Reserva Florestal Parcial da Lagoa do Caiado
- Reserva Florestal Parcial do Mistério da Praínha

#### Zonas de Proteção Especial
- Zona de Protecção Especial da Costa das Lajes do Pico
- Zona de Protecção Especial para a Avifauna da Ponta da Ilha
- Zona de Protecção Especial para a Avifauna das Furnas de Santo António
- Zona de Protecção Especial para a Avifauna da Zona Central do Pico